# Zuidpaleis
Het Zuidpaleis (Frans: Palais du Midi) is een voormalige overdekte openbare marktplaats in Brussel. Tegenwoordig herbergt het gebouw handelszaken, diverse sportzalen en de Hoofdstedelijke academie voor muziek, woord en dans.

## Locatie
Het Zuidpaleis is gelegen tussen de Maurice Lemonnierlaan en de Stalingradlaan, de Fonteinstraat en de Rogier van der Weydenstraat. Het gebouw bevindt zich naast premetrostation Lemonnier en ligt op enkele honderden meters van het Zuidstation. Door het paleis loopt een galerij met de naam 'arbeidsgang'.

## Geschiedenis
Na de overwelving van de Zenne kwamen er in centrum Brussel twee grote centrale boulevards te liggen: de Henegouwenlaan (later de Lemonnierlaan) en de Zuidlaan (later de Stalingradslaan). Om de commerciële activiteit te bevorderen werd besloten een grote overdekte marktplaats te bouwen aan het begin van deze lanen. De constructie werd aangevat in 1875 in opdracht van de Compagnie générale des Marchés. Het gebouw werd ontworpen door de Brusselse architect Wynand Janssens, die ook het gebouw van de Nationale Bank ontwierp. Het werd een klassiek monumentaal gebouw in blauwe en witte steen, met metaalstructuren en vitrines voor handelszaken aan elke zijde. In vergelijking met de feitelijke centraal gelegen overdekte marktplaats, lijkt het omringende gebouw erg kolossaal. De bouw werd in 1880 afgerond. Naast de commerciële activiteiten werden de lokalen ook toen al gebruikt door scholen.
De marktactiviteiten namen gedurende de 20ste eeuw stilaan af, maar de handelszaken verdwenen nooit helemaal. In de tweede helft van de 20ste eeuw begon het complex nieuwe bestemmingen te krijgen. Zo vonden er vanaf begin jaren '80 sportactiviteiten plaats en kwamen er nieuwe scholen. De Vrije Universiteit Brussel heeft in haar beginjaren even enige interesse getoond in het gebouw, maar besloot het uiteindelijk niet te kopen. In 1979 diende het Zuidpaleis grondig gerestaureerd te worden. Deze restauratie werd pas voltooid in 1992. In 2010 begon een nieuwe renovatie van enkele sportzalen, onder andere die van de basketbalclub Royal IV Brussels (tot 2011 Royal Atomia Brussels). Daarnaast zijn er nog enkele vechtsportzalen. Ook de hoofdstedelijke academie voor muziek, woord en dans heeft er een vestiging. In 2013 is er een wijkproject opgestart dat de verloederde zaken moest renoveren en herwaarderen.
In het kader van de nieuwe metrolijn 3 begon het consortium SM Toots (Besix-Jan De Nul Group-Franki Construct) met de aanleg van een 120 meter lange tunnel onder het Zuidpaleis. In de drassige ondergrond kon het jetgrouten niet worden uitgevoerd zoals gepland. Het consortium legde midden 2021 de werken stil en vroeg 170 miljoen euro extra en acht jaar uitstel, tenzij het een alternatieve constructiemethode mocht gebruiken, waarbij het Zuidpaleis gedeeltelijk zou worden afgebroken (met behoud van de gevels) en heropgebouwd.